# Neodonus piperatus
Neodonus piperatus är en insektsart som beskrevs av Delong och Hershberger 1948. Neodonus piperatus ingår i släktet Neodonus och familjen dvärgstritar. Inga underarter finns listade i Catalogue of Life.